# همانتا وینسنت بیسواس
همانتا وینسنت بیسواس (بنگالی: হেমন্ত ভিনসেন্ট বিশ্বাস؛ زادهٔ ۱۳ دسامبر ۱۹۹۵) بازیکن فوتبال اهل بنگلادش است.
از باشگاه‌هایی که در آن بازی کرده است می‌توان به باشگاه فوتبال شیخ راسل، باشگاه فوتبال آباهانی داکا، و باشگاه ورزشی محمدان (داکا) اشاره کرد.
وی همچنین در تیم‌های ملی فوتبال زیر ۲۳ سال بنگلادش، و بنگلادش بازی کرده است.